# Jírovec
Jírovec (Aesculus), lidově též kaštan, je rod rostlin z čeledi mýdelníkovité. Zahrnuje 12 druhů a je rozšířen v Evropě, Asii a Severní Americe. V Evropě, konkrétně na Balkáně, je původní jediný druh – jírovec maďal (Aesculus hippocastanum), v ČR hojně pěstovaný v řadě kultivarů.

## Popis
Jírovce jsou opadavé stromy nebo řidčeji keře. Zimní pupeny jsou velké, u některých druhů pryskyřičnatě lepkavé, kryté několika řadami střechovitě se překrývajících šupin. Listy jsou dlanitě složené, skládající se z 5 až 11 na okraji pilovitých nebo vroubkovaných lístků. Květy jsou nezřídka velké a nápadné, uspořádané ve válcovitých nebo kuželovitých thyrsech. Kališní lístky jsou srostlé do válcovité nebo zvonkovité trubky. Korunní lístky jsou často nestejné, na bázi nehetnaté. Semeník je přisedlý, bez gynoforu, nesoucí dlouhou, štíhlou čnělku, zakončenou zploštěle kulovitou bliznou. Plodem je zploštěle kulovitá až hruškovitá tobolka. Plody jsou často jednosemenné, na povrchu nejčastěji hladké, řidčeji bradavčité nebo ostnité. Semena dosahují velikosti 2 až 7 cm.

## Rozšíření
Rod jírovec zahrnuje 12 druhů. Je rozšířen v Evropě, Asii a Severní Americe. Největší počet (celkem 7) druhů roste v Severní Americe. Jsou svým výskytem omezeny na východní polovinu kontinentu s výjimkou druhu Aesculus parryii, který se vyskytuje v severozápadním Mexiku. V USA se vyskytuje také několik přirozených kříženců. Největší areál v Severní Americe má jírovec lysý, který také zasahuje nejseverněji (jako jediný druh i do Kanady). V Asii rostou celkem 4 druhy. Největší areál má druh Aesculus assamica, rozšířený od Číny a severovýchodní Indie po severní Vietnam. Vyskytuje se především v tropických a subtropických monzunových lesích. Jírovec čínský je endemit Číny, jírovec indický je endemit severozápadního Himálaje, jírovec japonský je endemitem Japonska. V Evropě roste jediný druh, který je endemitem Balkánu a představuje zde třetihorní relikt.

## Ekologické interakce
Květy jírovce maďalu poskytují hojný pyl a nektar četnému hmyzu, zejména včelám. Na bázi každého korunního lístku je žlutá skvrna, která po opylení květu mění barvu na červenou. Pyl tohoto stromu se však šíří nejen prostřednictvím hmyzu, ale i větrem.

## Zástupci
- jírovec čínský (Aesculus chinensis)
- jírovec Bushův (Aesculus × bushii, A. glabra × pavia)
- jírovec Dallimoreův (Aesculus + dallimorei, chiméra A. hippocastanum + flava)
- jírovec drobnokvětý (Aesculus parviflora)
- jírovec Dupontův (Aesculus × dupontii, A. silvatica × pavia)
- jírovec indický (Aesculus indica)
- jírovec japonský (Aesculus turbinata)
- jírovec lesní (Aesculus silvatica)
- jírovec lysý (Aesculus glabra)
- jírovec maďal (Aesculus hippocastanum)
- jírovec marylandský (Aesculus × marylandica, A. glabra × flava)
- jírovec pávie (Aesculus pavia)
- jírovec pleťový (Aesculus × carnea, A. hippocastanum × pavia)
- jírovec proměnlivý (Aesculus × mutabilis, A. pavia × silvatica)
- jírovec smíšený (Aesculus × hybrida, A. flava × pavia)
- jírovec wörlitzský (Aesculus × woerlitzensis)
- jírovec zanedbaný (Aesculus × neglecta, A. flava × silvatica)
- jírovec žlutý (Aesculus flava)[5][6][7]